# Clubiona debilis
Clubiona debilis là một loài nhện trong họ Clubionidae.
Loài này thuộc chi Clubiona. Clubiona debilis được Hercule Nicolet miêu tả năm 1849.